# Hem
Hem je spojina, ki jo sestavlja železov ion, vezan v sredini heterociklične organske molekule, imenovane porfirin. 
Je prostetična skupina, ki se nahaja v hemoglobinu, mioglobinu in v nekaterih drugih encimih v človeškem organizmu. Pomemben je za biološko oksidacijo ter zlasti prenos kisika. Dejaven je v vseh celicah organizma s presnovo na osnovi kisika - aerobno presnovo. Človek dnevno tvori približno 300 mg hema v kostnem mozgu, od 30 do 100 mg pa v jetrih. Manjši del ga nastane tudi v ledvicah in nadledvični žlezi. Proces tvorbe je zaporedje biokemičnih reakcij, ki je uravnavano z različnimi encimi.
Bilirubin je razpadni produkt hema, ki nastane, ko rdeča krvna telesca odmrejo in hemoglobin razpade. Hemoglobin v makrofagih razpade na hem in globin; hem nadalje razpade v Fe2+, ogljikov monoksid in bilirubin, prek vmesne spojine, imenovane biliverdin.